# Sveti Boštjan
Sveti Boštjan – wieś w Słowenii, w gminie Dravograd. W 2018 roku liczyła 103 mieszkańców.